# Список війн за участю Фінляндії
Список війн за участю незалежної Фінляндії. Цей список включає в себе тільки ті конфлікти, в яких фінські війська брали участь в реальних бойових діях, за винятком операцій з підтримання миру.
| Конфлікт                                         | Перша сторона                  | Друга сторона         | Результат                                                 | Втрати Фінляндії |
| ------------------------------------------------ | ------------------------------ | --------------------- | --------------------------------------------------------- | ---------------- |
| Громадянська війна у Фінляндії (1918)            | Біла гвардія Німецька імперія  | Червона гвардія РРФСР | Перемога білих - Німецька гегемонія до 11 листопада 1918. | ~30,000          |
| Радянсько-фінська війна (1939—1940)              | Фінляндія                      | СРСР                  | Поразка - Московська мирна угода 1940.                    | 25,904           |
| Продовження радянсько-фінської війни (1941—1944) | Фінляндія Нацистська Німеччина | СРСР                  | Поразка - Московське перемир'я, Лапландська війна         | 63,204           |
| Лапландська війна (1944—1945)                    | Фінляндія                      | Нацистська Німеччина  | Перемога - Німці відступили з фінської території.         | 1,036            |